# البالات دو زوریتا
البالات دو زوریتا (به اسپانیایی: Albalate de Zorita) یک شهرستان در اسپانیا است که در استان گوادالاخارا واقع شده‌است.